# جامع علي قورشيل
جامع علي قورشيل (بالصومالية: Jaamac Cali Qoorsheel)‏ قائد عسكري صومالي، وصل إلى رتبة لواء في الجيش الصومالي، وشغل منصب رئيس قوة الشرطة الصومالية، اختير لمنصب نائب رئيس الصومال ليكون أول من يشغل المنصب، شغل كذلك منصب نائب رئيس المجلس الثوري الأعلى، و شغل منصب وزير الداخلية.

## خلفية تاريخية
ولد قورشيل في مدينة عيرجابو بمحافظة سناج شمال الصومال، أكمل حفظ القرآن الكريم في المدينة ثم انتقل إلى بلدة شيخ [الإنجليزية]، ليكمل فيها الدراسة الابتدائية والاعدادية، ثم انتقل إلى عدن وأكمل فيها الدراسة الثانوية، بعدها عاد إلى شمال الصومال وانضم إلى الشرطة، حصل بعد ذلك على منحة دراسية للالتحاق بكلية الشرطة الوطنية في ريتون أون دونسمور، وارويكشاير، في بريطانيا للخضوع لدورات تدريبية.
كان قورشيل أحد قادة الرابطة الوطنية الصومالية (SNL) أثناء حصور الصومال البريطاني على الاستقلال عام 1960، وبعد إنشاء الجمهورية الصومالية واغتيال الرئيس الثاني للدولة الوليدة، عبد الرشيد علي شارماركي، ظهر قورشيل ضمن الشخصيات الرئيسية في انقلاب عام 1969 الذي قاده اللواء محمد سياد بري، وعُين قورشيل نائبًا للرئيس الصومالي ونائبا لرئيس المجلس الثوري الأعلى كما تولى منصب وزير الداخلية.
في عام 1970 أعلنت الحكومة عن إفشال محاولة انقلابية، واتهمت قورشيل بكونه العقل المدبر لها، وأُلقي القبض عليه في أبريل 1971، ولبث في السجن حتى عام 1975، ونشط بعد إطلاق سراحه في التجارة.
توفي قورشيل عام 1989 في العاصمة البريطانية لندن، ونُقل جثمانه جواً بعد ذلك إلى مكة المكرمة، حيث أقيمت مراسم دينية على شرفه قبل أن يتم دفنه أخيراً في مقديشو.
نجل قورشيل، هو سعيد جامع قورشيل، الذي اتبع خطى والده، فبرز في السياسة وشغل مناصب وزارية في ولاية بونتلاند الصومالية بين عامي 2002 و 2007 كما شغل منصب وزير النقل في الحكومة الفيدرالية بعد ذلك.